# جون لیک جانکشن (کالیفرنیا)
جون لیک جانکشن (به انگلیسی: June Lake Junction) یک منطقهٔ مسکونی در ایالات متحده آمریکا است که در شهرستان مونو، کالیفرنیا واقع شده‌است. جون لیک جانکشن ۲٬۳۵۰ متر بالاتر از سطح دریا واقع شده‌است.